# Ignaz Lindner
Ignaz Lindner, avstrijski matematik in častnik, * 1777, † 1835.
Lindnerjev učitelj je bil Jurij Vega. Leta 1817 je pri Lindnerju na Univerzi na Dunaju in na Cesarsko-kraljevi tehniški vojaški akademiji doktoriral von Ettingshausen. Med njegovimi učenci je bil tudi von Baumgartner.